# Acropimpla devia
Acropimpla devia är en stekelart som beskrevs av Baltazar 1961. Acropimpla devia ingår i släktet Acropimpla och familjen brokparasitsteklar. Inga underarter finns listade i Catalogue of Life.